# Jane Saville
Jane Kara Saville (Sydney, 5 november 1974) is een Australische voormalige snelwandelaarster. Zij nam deel aan vier Olympische Spelen en behaalde hierbij eenmaal een bronzen medaille.

## Biografie

### Jeugd
Saville deed, toen ze jong was, aan zwemmen, snelwandelen en zat bij de strandwacht. Ze studeerde sociale wetenschappen aan de Universiteit van New South Wales en behaalde hier een bachelordiploma. In 1990 werd ze dertiende op de WK voor junioren in het Bulgaarse Plovdiv. Nadat ze had besloten zich op het snelwandelen te richten, won ze twee jaar later een zilveren medaille op de WK voor junioren in Seoel op het onderdeel 5000 m snelwandelen achter de Chinese Gao Hongmiao (goud) en voor de Japanse Mika Ikatura.

### Ups en downs bij senioren
Bij de Olympische Spelen van 1996 in Atlanta werd Jane Saville onopvallend 26e bij de 10 km snelwandelen. Vier jaar later bij de Olympische Spelen van 2000 in haar "hometown" Sydney, toen op de 20 km snelwandelen, wandelde ze op kop bij het ingaan van het stadion. Ze werd echter in de tunnel gediskwalificeerd en was ontroostbaar. Een jaar later bij de wereldkampioenschappen van 2001 in Edmonton werd ze wederom gediskwalificeerd, waarop ze overwoog te stoppen. Ze zette toch door, en weer drie jaar later haalde ze bij de Olympische Spelen van 2004 in Athene toch nog een bronzen medaille. Hoewel het de nare smaak van 2000 niet kon wegspoelen, toch een beetje genoegdoening.
Haar overige grootste internationale successen bestaan uit drie gouden medailles, die ze veroverde op de Gemenebestspelen (1998, 2002, 2006).

### Deelname aan vierde OS en afscheid
Op de WK van 2007 in Osaka behoorde Saville tot de vier atletes die werden gediskwalificeerd op het onderdeel 20 km snelwandelen. Ze kreeg vlak achter elkaar drie waarschuwingen rond het 11 km-punt, waar ze op dat moment in een top 10-positie lag. De wedstrijd werd gewonnen door de Russische Olga Kaniskina in 1:30.09. Na afloop liet ze optekenen "Aerobically, I was walking within myself, but obviously my technique wasn't good enough, It's pretty disappointing and I've got a lot to work on for next year. I can't believe it's over, I was a little nervous at the start but not more nervous than any other time. It's frustrating, I'm not getting any younger"
Toch was ze er op de Spelen van 2008 in Peking voor de vierde achtereenvolgende keer bij, maar deze keer speelde zij op de 20 km snelwandelen geen rol van betekenis. Wel was zij de beste Australische op dit onderdeel, maar in 1:31.17 finishte zij als negentiende, bijna vijf minuten later dan winnares Olga Kaniskina, die in 1:26.31 een olympisch record vestigde. In februari 2009 kondigde Saville haar vertrek aan uit de topsport.
Saville is getrouwd met de ex-wielrenner Matthew White, die haar ook traint. Ze is aangesloten bij atletiekvereniging Randwick Botany Harriers. Haar zus Natalie Saville snelwandelt ook op internationaal niveau. Natalie vertegenwoordigde Australië op de WK voor junioren, bij de wereldbeker, de Gemenebestspelen en de Olympische Spelen.

## Titels
- Gemenebestkampioene 10 km snelwandelen - 1998
- Gemenebestkampioene 20 km snelwandelen - 2002, 2006
- Australisch kampioene 5000 m snelwandelen - 1997
- Australisch kampioene 10 km snelwandelen - 1991, 1992, 1997, 1998
- Australisch kampioene 20 km snelwandelen - 2002, 2003, 2004, 2005, 2006
- Australisch jeugdkampioene 3000 m snelwandelen - 1990
- Australisch jeugdkampioene 5000 m snelwandelen - 1991, 1992

## Persoonlijke records
| Onderdeel           | Prestatie       | Datum        | Plaats           |
| ------------------- | --------------- | ------------ | ---------------- |
| 5000 m snelwandelen | 21.32,36        | 1 maart 1997 | Melbourne        |
| 10 km snelwandelen  | 42.15           | 8 mei 1999   | Eisenhüttenstadt |
| 20 km snelwandelen  | 1:27.44 (ex-AR) | 2 mei 2004   | Naumburg         |

## Palmares

### 5000 m snelwandelen
- 1990: 13e WJK - 23.42,46
- 1992:  WJK - 21.58,64

### 10 km snelwandelen
- 1993: 43e Wereldbeker - 50.15,0
- 1996: 26e OS - 45.56
- 1997: 40e Wereldbeker - 45.19,0
- 1997: 13e WK - 46.12,76
- 1997: 10e Universiade - 49.06,0
- 1998:  Gemenebestspelen - 43.57

### 20 km snelwandelen
- 1999: 18e Wereldbeker - 1:31.58
- 1999: 7e WK - 1:32.13
- 2000: DSQ OS
- 2002:  Gemenebestspelen - 1:36.34
- 2002: 24e Wereldbeker - 1:35.35
- 2003: 11e WK - 1:30.51
- 2004: 4e Wereldbeker - 1:27.44
- 2004:  OS - 1:29.25
- 2005: 20e WK - 1:33.44
- 2006:  Gemenebestspelen - 1:32.46
- 2006: 7e Wereldbeker - 1:29.05
- 2007: DSQ WK
- 2008: 7e Wereldbeker - 1:29.27
- 2008: 19e OS - 1:31.17